# Дудкино (Бабушкинский район)
Дудкино — деревня в Бабушкинском районе Вологодской области.
Входит в состав Подболотное сельское поселение, с точки зрения административно-территориального деления — в Подболотный сельсовет.
Расстояние по автодороге до районного центра села имени Бабушкина составляет 108 км, до центра муниципального образования Кокшарки — 1 км. Ближайшие населённые пункты — Заборье, Ляменьга, Кокшарка, Скоково, Бучиха, Коршуниха.
Население по данным переписи 2002 года — 120 человек (60 мужчин, 60 женщин). Преобладающая национальность — русские (99 %).